# 亞布盧尼夫卡 (傑拉日尼亞區)
49°13′8″N 27°23′10″E / 49.21889°N 27.38611°E
亞布盧尼夫卡（烏克蘭語：Яблунівка）是位於烏克蘭西部的村莊，由赫梅利尼茨基州裡赫梅利尼茨基區的德拉日尼亞市鎮負責管轄。該村始建於1557年，面積2.27平方公里，海拔高度328米，2001年人口557，人口密度每平方公里245.8人。